# Teoria NPC
La teoria NPC (en català Teoria PNJ o teoria del personatge no jugador), és una teoria d'origen social, que es va obrir camí a les xarxes l'any 2016. La teoria es basa en el fet que hi ha un percentatge de la població que no són realment persones, sinó sers sense ànima que viuen portats per uns estàndards predefinits, seguint les tendències predominants. El nom de la teoria ve donat per la semblança d'aquests individus als anomenats PNJ (personatges no jugadors) en videojocs o jocs de rol. Aquesta teoria ha estat freqüentment utilitzada en conflictes entre l'esquerra i la dreta política, sobretot amb l'arribada de Donald Trump a la presidència dels Estats Units el 2017. La teoria ha aparegut, en repetides ocasions, en mitjans de comunicació com The New York Times, BBC, The Verge o Breitbart News, entre molts altres. Els quals van ajudar encara més el seu creixement. A més a més, la teoria va tornar a popularitzar-se a Espanya el 2021 a través d'un talk-show d'Internet, a la plataforma de retransmissions en directe Twitch, conegut com Yo,Interneto .

## Història
La teoria s'origina a través d'un mem publicat per un usuari anònim de la pàgina 4chan l'any 2016, creant un fil anomenat “Are you an NPC?” (Ets un PNJ?), en el qual va plantejar la hipòtesi metafísica que l'estoc d'ànimes a la Terra és finit, per la qual cosa l'augment de la població després d'arribar a aquest límit hauria provocat que moltes persones siguin sers sense ànima, que viuen una vida sense sentit, seguint les tendències socials predominants.
Tot i això, la teoria no va transcendir molt més fins al 5 de setembre de 2018, quan diversos fils en xarxes van aparèixer parlant sobre la gent “sense monòleg interior” i referint-se a ells com a NPCs. Uns dies més tard, es va afegir a tots aquests fils una modificació del mem Wojak per aportar una representació gràfica. A partir d'això, la teoria va donar el salt a Reddit i a Twitter, on es va popularitzar encara més.
A partir d'aquí, el mem va començar a ser utilitzat per simpatitzants del, en aquell moment, president dels Estats Units, Donald Trump. Durant les setmanes properes a les eleccions de mig mandat dels Estats Units de 2018, el mem va començar a relacionar-se a les diferents campanyes electorals, apareixent en molts mitjans de comunicació del país i augmentant considerablement les cerques a Google de "NPC Wojak". A més, durant Octubre d'aquell mateix any, es va produir una creació en massa de comptes de Twitter que representaven ser NPCs, fet al que Twitter va haver de reaccionar eliminant 1.500 d'aquests comptes falsos, però no sense abans haver registrat l'ús de la paraula "NPC" dins de la xarxa social més de 30 mil vegades en tan sols 24 hores. Aquests comptes falsos van ser utilitzats per caracteritzar als liberals com a sers sense pensament únic i per distribuir notícies enganyoses.

### A Espanya
Arran dels esdeveniments als Estats Units, un grup organitzat de persones de la pàgina forocoches va intentar popularitzar el mem a Espanya a través de la creació de bots, però no van aconseguir tenir èxit. Malgrat això, abans de desaparèixer del fòrum, van aconseguir passar la seva organització a un servidor de Discord privat.
La veritable popularització a gran escala del mem i de la teoria, al país, va arribar a l'octubre de 2021, a través d'un “talk-show” d'Internet, a la plataforma de retransmissions en directe Twitch, conegut com Yo,Interneto. Aquesta edició del programa comptava aquella nit amb Jorge Orejudo (conegut com a Goorgo) com un dels convidats. Aquest creador de contingut en línia i alhora propietari del club d'esports electrònics Team Heretics, va ser qui va introduir la Teoria NPC a la tertúlia, la qual va ser debatuda pels seus participants, entre ells estaven els tres presentadors del programa; German García, Darío Manzano i Abraham Bandera (coneguts com a Orslok, Dario Eme Hache i Srcheeto respectivament). A més a més, també comptaven amb la presència de Carlos Martín (conegut com byCalitos) com un altre dels convidats. El fragment del programa va ser recollit en un vídeo i publicat, el dia 19 del mateix mes, al seu propi canal de Youtube, acumulant més de 200 mil visites i 14 mil "m'agrades". Encara uns dies més tard, en una altra edició del programa, es va tornar a parlar sobre la teoria, generant així un altre vídeo on German García (conegut com a Orslok), explicava una experiència personal en respecte a un individu el qual semblava correspondre a ser un NPC o personatge no jugador. Aquest vídeo, publicat el 5 de Novembre de 2021, acumula més de 170 mil visites i 10 mil "m'agrades". A partir de la popularització d'aquests vídeos, les xarxes socials van començar a omplir-se de contingut relacionat amb la teoria, convertint-la en un mem conegut per milers d'internautes.

## Representació gràfica
La representació gràfica del personatge no jugador es basa en un mem conegut com Wojak (també anomenat feels guy). Aquesta representació es defineix com un dibuix creat mitjançant Microsoft Paint el 2010, aquest consta d'un disseny simple que representa un home calb, de color gris, amb el nas triangular i un rostre inexpressiu.

## Aparició als mitjans de comunicació
El mem NPC ha aparegut en diversitat de mitjans de comunicació de tot el món, arribant al seu pic de popularitat durant la tardor de 2018. Segons The Verge, alguns articles publicats durant aquesta època van provocar un "efecte dòmino" que va portar a una major difusió del mem a Twitter, YouTube i moltes altres plataformes. El mem també ha estat cobert per agències de notícies de diferents postures polítiques, incloses Kotaku, una agència de notícies de videojocs que es diu que és "d'extrema esquerra" i també Breitbart News, una agència de notícies que va afirmar ser "d'extrema dreta".